# Junyen Corderoy
Junyen Corderoy est un homme politique français né le 30 mars 1849 à Availles-Limouzine (Vienne) et décédé le 14 décembre 1933 à Paris.
Conseiller de préfecture, puis avocat, il est maire de Millac en 1877 et conseiller général du canton de L'Isle-Jourdain de 1886 à 1919. Il est député de la Vienne de 1901 à 1910, inscrit au groupe de l'Union démocratique. 

## Sources
- « Junyen Corderoy », dans le Dictionnaire des parlementaires français (1889-1940), sous la direction de Jean Jolly, PUF, 1960 [détail de l’édition]